# Patrick Blackett
Patrick  Blackett (London, 1897. november 18. – London, 1974. július 13.) Nobel-díjas angol fizikus.

## Élete
A katonai pályafutását 1914-ben kezdte a Brit Királyi Haditengerészet kadétként.
A háború után otthagyta a szolgálatot, és Cambridge-ben kezdett fizikát tanulni Ernest Rutherfordnál. 1921 és 1933 között a Göttingeni Egyetemen James Francknal dolgozott, majd Londonban.
1934-ben a Leopoldina Német Természettudományos Akadémia tagjává választották.
1937-től a Manchesteri Egyetemen dolgozott.
1953-ban Blackettet kinevezték az Imperial College London fizika tanszékének dékánjává.
1965 és 1970 között a Royal Society elnöke volt.

## Fordítás
- Ez a szócikk részben vagy egészben  a   Patrick  Blackett című német Wikipédia-szócikk fordításán alapul.  Az eredeti cikk szerkesztőit annak laptörténete sorolja fel. Ez a jelzés csupán a megfogalmazás eredetét és a szerzői jogokat jelzi, nem szolgál a cikkben szereplő információk forrásmegjelöléseként.